# Championnat du Koweït de football 2006-2007
Navigation
Saison précédente Saison suivante
La saison 2006-2007 du Championnat du Koweït de football est la quarante-cinquième édition du championnat de première division au Koweït. La Premier League regroupe les huit meilleurs clubs du pays, regroupés au sein d'une poule unique où ils s'affrontent deux fois au cours de la saison, à domicile et à l'extérieur. À l'issue du championnat, les deux derniers du classement sont relégués et remplacés par les deux meilleurs clubs de First Division, la deuxième division koweïtienne.
C'est le club d'Al Kuwait Kaifan, tenant du titre, qui remporte à nouveau le championnat après avoir battu en match pour le titre le Kazma SC, les deux formations ayant terminé à égalité de points en tête du classement. C'est le 9e titre de champion du Koweït de l'histoire du club.

## Les clubs participants
| - Al Arabi Koweït - Al-Salmiya SC - Kazma Sporting Club - Al Tadamon Farwaniya | - Al Sahel - Al Kuwait Kaifan - Qadsia Sporting Club - Al Fehayheel |

## Compétition

### Classement
Le barème utilisé pour établir le classement est le suivant :
- Victoire : 3 points
- Match nul : 1 point
- Défaite : 0 point

| Rang | Équipe                 | Pts | J  | G  | N | P  | Bp | Bc | Diff |
| ---- | ---------------------- | --- | -- | -- | - | -- | -- | -- | ---- |
| 1    | Kazma SC               | 32  | 14 | 10 | 2 | 2  | 23 | 8  | +15  |
| 1    | Al Kuwait Kaifan T     | 32  | 14 | 10 | 2 | 2  | 24 | 12 | +12  |
| 3    | Al-Salmiya SC          | 31  | 14 | 10 | 1 | 3  | 33 | 15 | +18  |
| 4    | Qadsia Sporting Club C | 25  | 14 | 8  | 1 | 5  | 27 | 19 | +8   |
| 5    | Al Sahel               | 12  | 14 | 3  | 3 | 8  | 14 | 31 | -17  |
| 6    | Al Arabi Koweït        | 9   | 14 | 1  | 6 | 7  | 11 | 21 | -10  |
| 6    | Al Tadamon Farwaniya   | 9   | 14 | 2  | 3 | 9  | 15 | 28 | -13  |
| 8    | Al Fehayheel           | 8   | 14 | 2  | 2 | 10 | 8  | 21 | -13  |

|  | Participation au barrage pour le titre                  |
|  | Qualification pour la Ligue des champions de l'AFC 2008 |
|  | Participation au barrage de relégation                  |
|  | Relégation directe en deuxième division                 |
|  | T : Tenant du titre C : Vainqueur de la Coupe du Koweït |

### Matchs

#### Match pour le titre
| Équipe 1         | Résultat | Équipe 2 |
| ---------------- | -------- | -------- |
| Al Kuwait Kaifan | 2 - 0    | Kazma SC |

#### Barrage de relégation
Les clubs d'Al Arabi Koweït et d'Al Tadamon Farwaniya ont terminé à égalité de points à la 6e place, la dernière de non-relégable. Les deux formations doivent disputer un barrage de relégation sous forme d'un match unique, qui sera finalement annulé après avoir été repoussé à trois reprises en fin de saison, La fédération décide de maintenir les deux clubs parmi l'élite, qui comptera donc neuf équipes la saison prochaine.

## Bilan de la saison
| Championnat du Koweït de football 2006-2007      |                             |
| Champion                                         | Al Kuwait Kaifan (9e titre) |
| Coupes et trophées                               |                             |
| Vainqueur de la Coupe du Koweït 2006-2007        | Qadsia Sporting Club        |
| Qualifications continentales                     |                             |
| Ligue des champions de l'AFC 2008                | Al Kuwait Kaifan            |
| Ligue des champions de l'AFC 2008                | Qadsia Sporting Club        |
| Coupe des clubs champions du golfe Persique 2007 | Al Kuwait Kaifan            |
| Coupe des clubs champions du golfe Persique 2007 | Al Arabi Koweït             |
| Promotions et relégations                        |                             |
| Promus en Premier League                         | Al Jahra Al Nasr Koweït     |
| Relégués en First Division                       | Al Fehayheel                |